# Каришківська сільська рада
Каришківська сільська́ ра́да — адміністративно-територіальна одиниця та орган місцевого самоврядування в Барському районі Вінницької області. Адміністративний центр — село Каришків.

## Загальні відомості
- Територія ради: 83,029 км²
- Населення ради: 1 592 особи (станом на 2001 рік)

## Населені пункти
Сільраді були підпорядковані населені пункти:
- с. Каришків
- с. Грабівці

## Склад ради
Рада складалася з 16 депутатів та голови.
- Голова ради:
- Секретар ради: Нагороднюк Марія Михайлівна

### Керівний склад попередніх скликань
| Прізвище, ім'я, по батькові | Основні відомості                                                 | Дата обрання | Дата звільнення |
| --------------------------- | ----------------------------------------------------------------- | ------------ | --------------- |
| Буцвін Анатолій Михайлович  | Сільський голова, 1971 року народження, освіта вища, безпартійний | 26.03.2006   | 31.10.2010      |
| Буцвін Анатолій Михайлович  | Сільський голова, 1971 року народження, освіта вища, безпартійний | 31.10.2010   | 23.09.2013      |

Примітка: таблиця складена за даними сайту Верховної Ради України

### Депутати
За результатами місцевих виборів 2010 року депутатами ради стали:

#### За суб'єктами висування
| Суб'єкт висування                                       | Кількість обраних депутатів | %    |
| ------------------------------------------------------- | --------------------------- | ---- |
| Українська республіканська партія                       | 7                           | 43,8 |
| Партія регіонів                                         | 6                           | 37,5 |
| Політична партія Всеукраїнське об'єднання «Батьківщина» | 2                           | 12,5 |
| Українська республіканська партія «Собор»               | 1                           | 6,3  |

#### За округами
| № округу                                                | Прізвище, ім'я, по батькові     | Дата визнання обраним | Освіта             | Партійна приналежність                        | Відомості про обраного депутата                            |
| ------------------------------------------------------- | ------------------------------- | --------------------- | ------------------ | --------------------------------------------- | ---------------------------------------------------------- |
| Партія регіонів                                         |                                 |                       |                    |                                               |                                                            |
| 2                                                       | Тичук Тетяна Анатоліївна        | 03.11.2010            | середня спеціальна | член Партії регіонів                          | бібліотека, с. Каришків, бібліотекар                       |
| 6                                                       | Гуменюк Лариса Іванівна         | 03.11.2010            | середня спеціальна | член Партії регіонів                          | медична амбулаторія, с. Каришків, медсестра                |
| 7                                                       | Коваль Оксана Вікторівна        | 03.11.2010            | середня спеціальна | позапартійна                                  | тимчасово не працює                                        |
| 8                                                       | Яремчук Анатолій Васильович     | 03.11.2010            | вища               | позапартійний                                 | сільська рада, с. Каришків, головний бухгалтер             |
| 11                                                      | Перебийніс Галина Станіславівна | 03.11.2010            | середня спеціальна | позапартійна                                  | будинок культури, с. Каришків, директор                    |
| 12                                                      | Нагороднюк Марія Михайлівна     | 03.11.2010            | вища               | позапартійна                                  | сільська рада, с. Каришків, секретар                       |
| Політична партія Всеукраїнське об'єднання «Батьківщина» |                                 |                       |                    |                                               |                                                            |
| 4                                                       | Гогота Михайло Васильович       | 03.11.2010            | вища               | член Всеукраїнського об'єднання «Батьківщина» | загальноосвітня школа с. Каришків, вчитель молодших класів |
| 5                                                       | Гончар Олексій Володимирович    | 03.11.2010            | вища               | член Всеукраїнського об'єднання «Батьківщина» | тимчасово не працює                                        |
| Українська республіканська партія                       |                                 |                       |                    |                                               |                                                            |
| 3                                                       | Катріна Алла Петрівна           | 03.11.2010            | вища               | позапартійна                                  | фермерське господарство «Флоріна плюс», голова             |
| 9                                                       | Устименко Микола Володимирович  | 03.11.2010            | вища               | позапартійний                                 | пенсіонер                                                  |
| 10                                                      | Січка Катерина Миколаївна       | 03.11.2010            | середня спеціальна | позапартійна                                  | ПАФ «Колос», комірник                                      |
| 13                                                      | Райчук Ольга Павлівна           | 03.11.2010            | вища               | позапартійна                                  | загальноосвітня школа с. Червоне, директор                 |
| 14                                                      | Сулима Ольга Олександрівна      | 03.11.2010            | середня спеціальна | позапартійна                                  | ПАФ «Колос», с. Червоне, бухгалтер                         |
| 15                                                      | Андрухова Галина Михайлівна     | 03.11.2010            | вища               | позапартійна                                  | ПАФ «Колос», с. Червоне, головний бухгалтер                |
| 16                                                      | Комарчук Олексій Миколайович    | 03.11.2010            | вища               | позапартійний                                 | ПАФ «Колос», с. Червоне, головний агроном                  |
| Українська республіканська партія «Собор»               |                                 |                       |                    |                                               |                                                            |
| 1                                                       | Бричок Сергій Миколайович       | 03.11.2010            | вища               | член Народно-демократичної партії (НДП)       | загальноосвітня школа с. Каришків, вчитель молодших класів |